# Trzonka
Trzonka (725 m) – niewybitny szczyt w Beskidzie Andrychowskim (Beskid Mały). Znajduje się w paśmie Bukowca, które na Błasiakówce odgałęzia się od głównego grzbietu Beskidu Małego i biegnie w zachodnim kierunku, do Jeziora Czanieckiego. Trzonka znajduje się w nim między Przełęczą Bukowską a Bukowskim Groniem, w odległości poniżej 400 m od niego Południowe stoki Bukowskiego Gronia opadają do doliny Wielkiej Puszczy, północne na Pogórze Śląskie.
Na mapie Kummersberga szczyt ten błędnie nazwany został Szronką, a na austriackiej mapie z końca XIX wieku i na późniejszych mapach polskich i w przewodnikach zupełnie błędnie Bukowskim Groniem. Prawidłową nazwę przywróciła mu Komisja Nazewnictwa.
Na grzbiecie od Przełęczy Bukowskiej po Bukowski Groń ciągną się polany. Trzonka to również nazwa znajdującego się na nich osiedla należącego do Porąbki. Ze szczytowych polan roztaczają się widoki na wschód w stronę Potrójnej i na zachód w stronę Chrobaczej Łąki (charakterystyczny masyw z krzyżem na wierzchołku), Żaru (ścięty, płaski szczyt ze zbiornikiem wodnym na górze). Około 400 m od Przełęczy Bukowskiej, przy zielonym szlaku do Wielkiej Puszczy znajduje się murowana Kapliczka Matki Boskiej Śnieżnej pod Złotą Górką i źródło wody pitnej. W pierwszą niedziele sierpnia co roku odbywa się odpust i jest odprawiana msza święta na Trzonce. Na szczycie i zboczach Trzonki znajdują się liczne domy (w jednym z nich znajduje się gospodarstwo agroturystyczne), wytyczone są ulice.
Zbocza Trzonki porastają wiekowe lasy bukowo-modrzewiowe z domieszką jodły, o częściowo pierwotnym charakterze (Las Bukowiec). Żyją w nich liczne zwierzęta. Pomiędzy pobliskim Bukowskim Groniem i Palenicą znajduje się zabytkowa aleja limb (10 min od zielonego szlaku, drogowskaz wskazuje drogę).
Na jednej z polan pod szczytem, na Przełęczy Bukowskiej (654 m), znajduje się drewniana chatka turystyczna „Limba” (nazwa bierze się od pobliskiej zabytkowej alei tych drzew), prowadzona przez działaczy Klubu Turystyki Górskiej PTTK z Andrychowa. Do schroniska prowadzą trzy szlaki:
 z Porąbki (8,2 km, 440 m przewyższenia, 2:30 godz. marszu z plecakiem),
 z Wielkiej Puszczy (2,5 km, 120 m przewyższenia, 1 godz.)
 z Targanic (5 km, 350 m przewyższenia, 1:30 godz.).
Główny szczyt Trzonki znajduje się 500 m na zachód od chatki – idąc szlakiem zielonym, należy skręcić w lewo (za drogowskazem).
Niektórzy (m.in. znany autor przewodników Andrzej Matuszczyk) twierdzą, że to właśnie szczyt Trzonki o wysokości 729 m powinien nosić nazwę Bukowskiego Gronia, a nazwa „Trzonka” („Czonka”) odnosi się tylko do polany podszczytowej z chatką turystyczną.
Grzbietem Bukowskiego Gronia biegnie granica między należącym do Porąbki przysiółkiem Kozubnik (stok południowy) i wsią Czaniec (stok północny), obydwie w województwie śląskim, w powiecie bielskim.

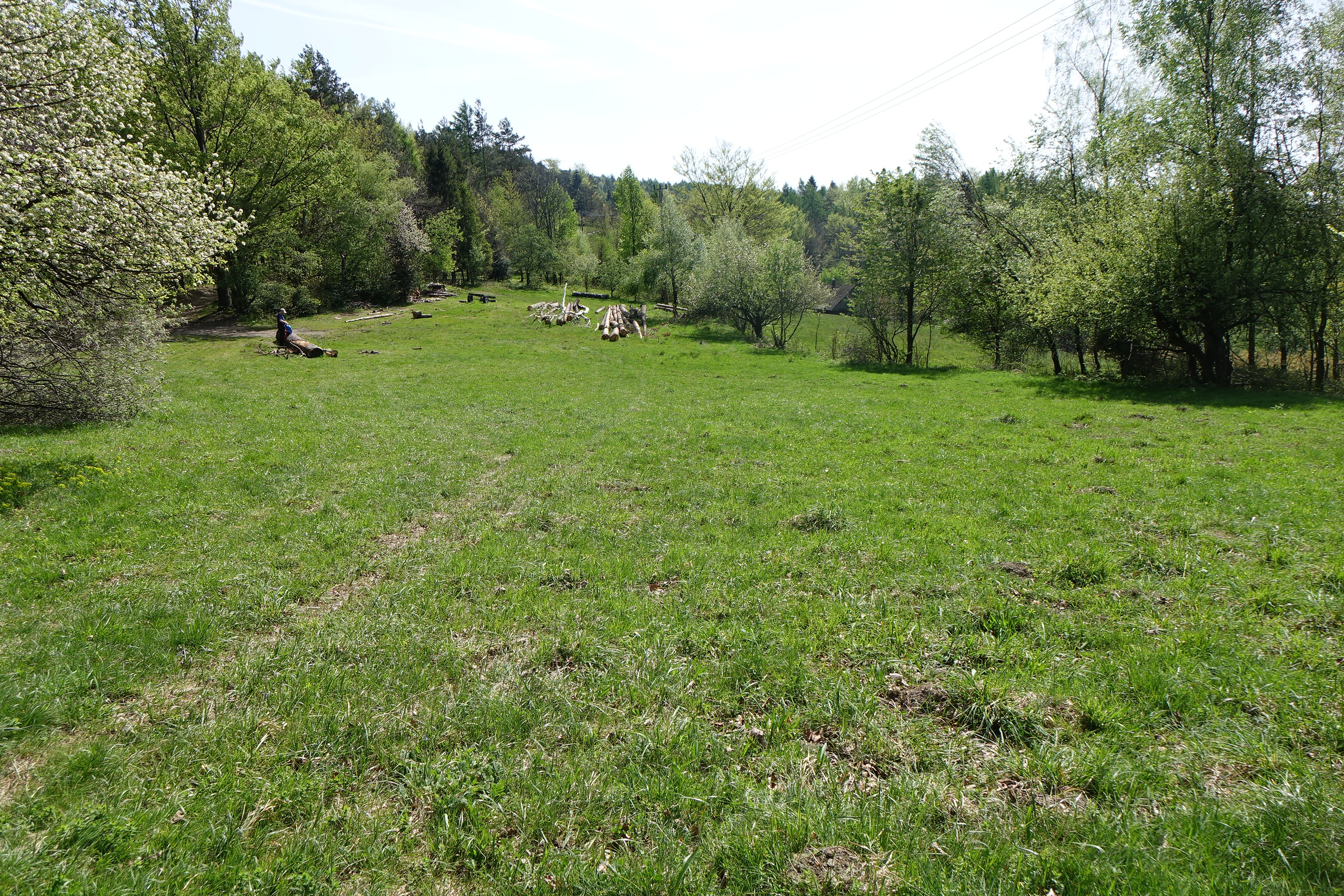
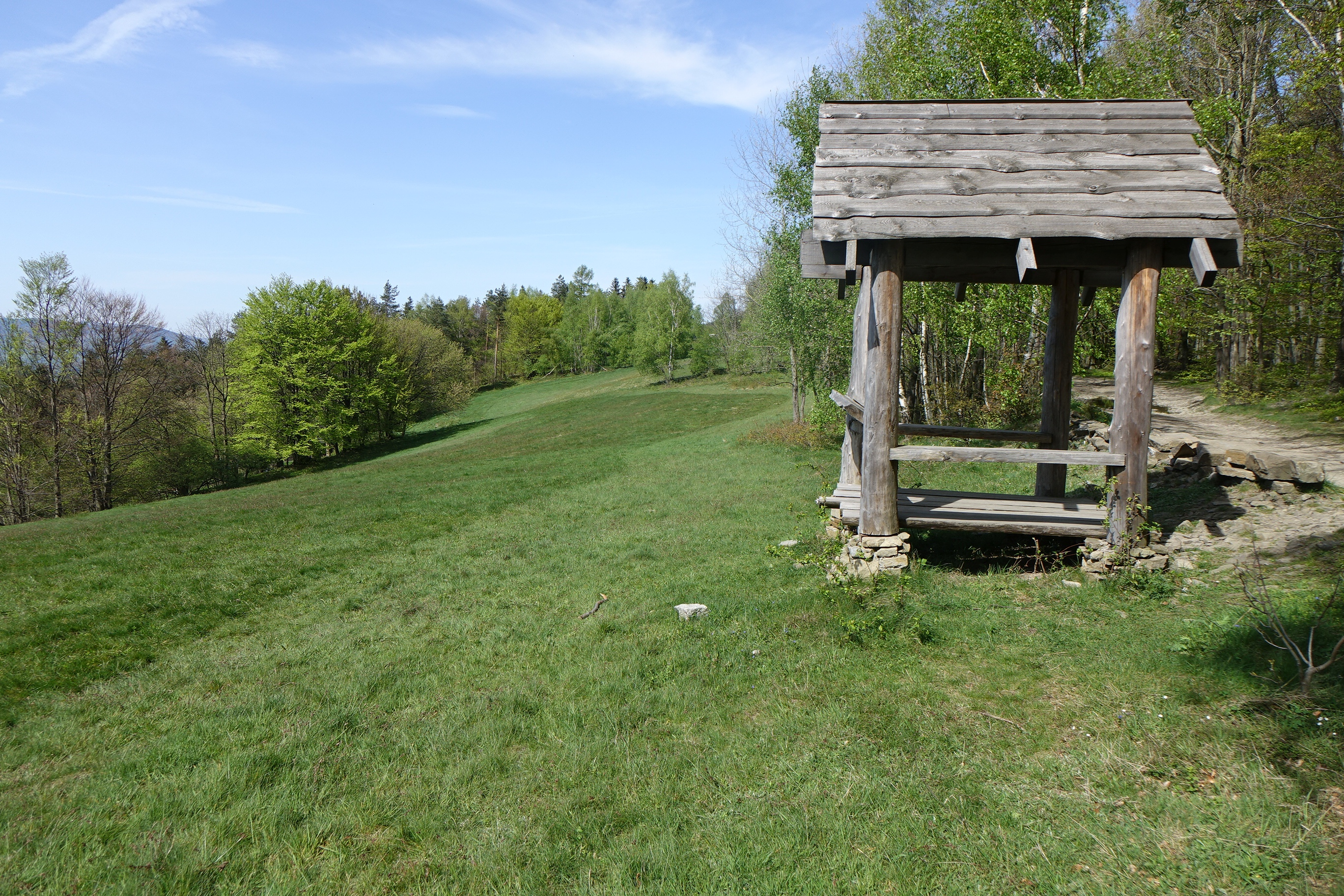
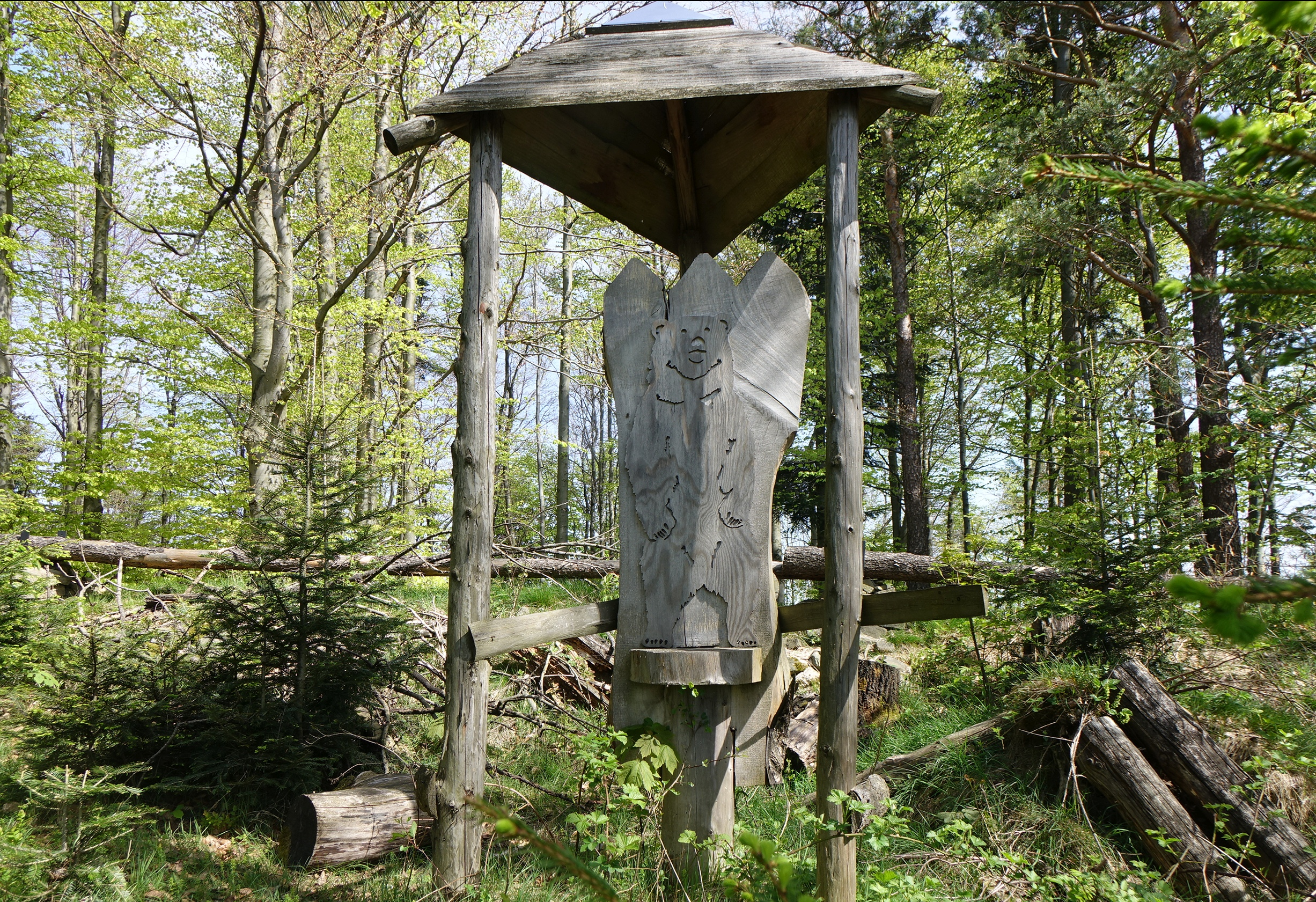
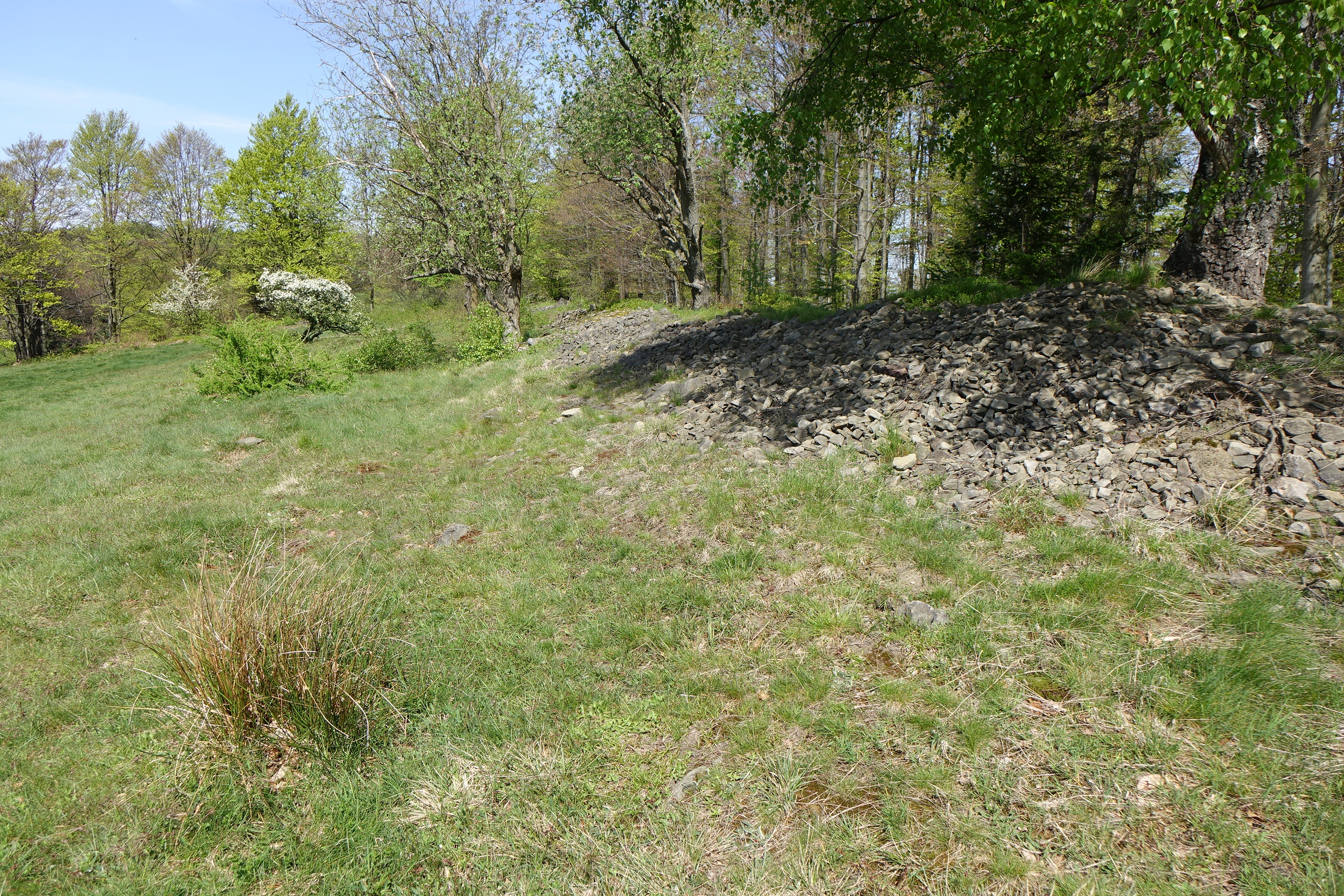
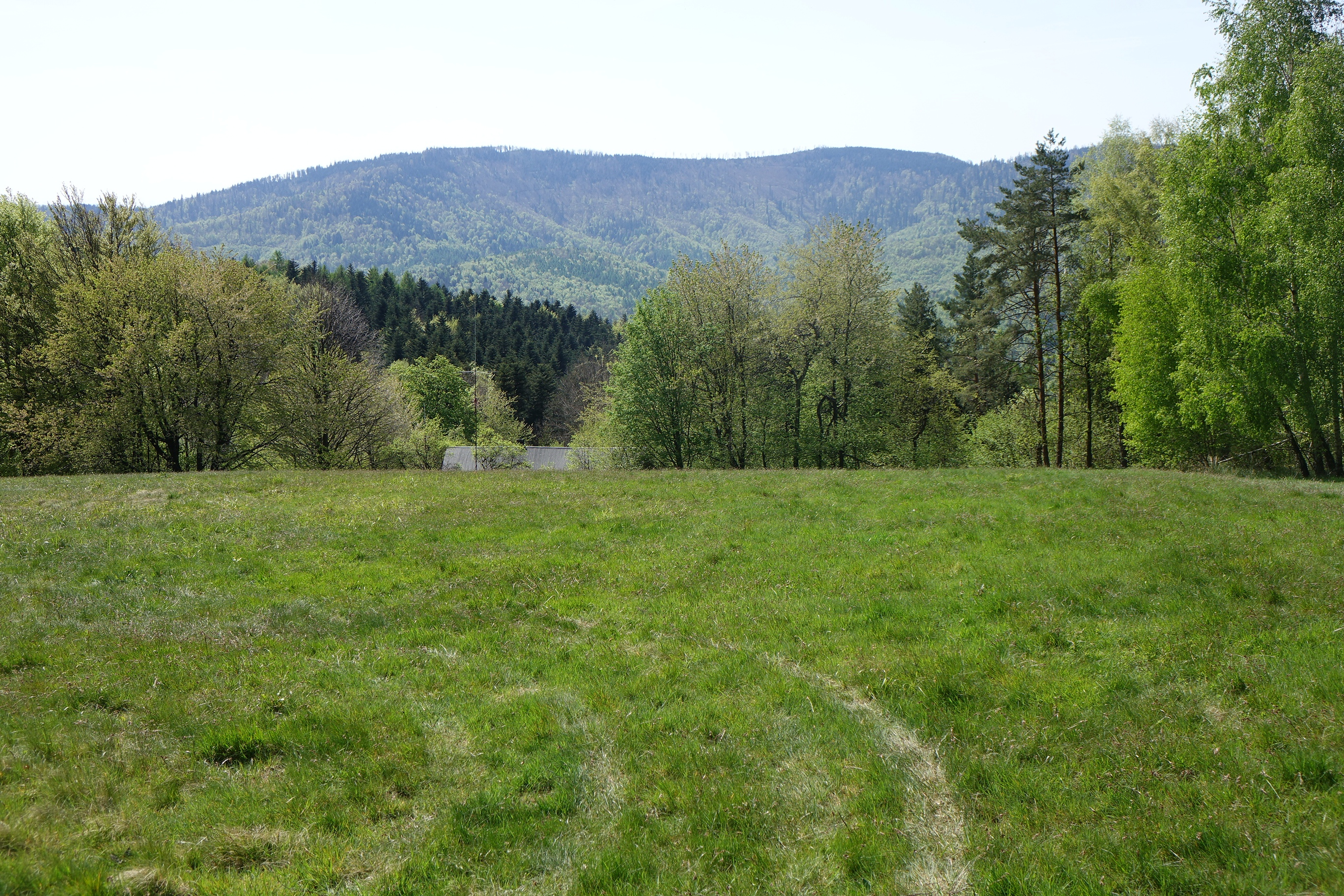